# Федотов, Михаил Иванович
Михаи́л Ива́нович Федо́тов (7 октября 1958, д. Ворца, Ярский район, Удмуртская АССР — 6 мая 1995, Ижевск) — удмуртский поэт, журналист и редактор, по национальности бесермянин. Член Союза писателей СССР (1988).

## Биография
В 1981 году окончил филологический факультет Удмуртского государственного университета. Участник IX Всесоюзного совещания молодых писателей (Руководитель творческого семинара — Андрей Дементьев). Работал научным сотрудником УдНИИ, редактором отдела поэзии и критики журнала «Молот» и корреспондентом газеты «Советская Удмуртия». В последние годы жизни был редактором отдела художественной и детской литературы книжного издательства «Удмуртия» и в редакции журнала «Кенеш». Умер в 1995 году после продолжительной болезни.

## Творчество
Свои первые произведения Федотов опубликовал в 1974 году в газете «Дась лу!». Активно начал печататься в годы учёбы в университете и службы в армии. В 1988 году Федотов стал лауреатом премии Комсомола Удмуртии имени Флора Васильева, в 1990 получил премию «Отличник печати».
Поэзия Михаила Федотова, как отмечали многие критики и коллеги по «цеху», это голос боли. Его последняя прижизненная книга «Вось» (1991) переводится и как «Нерв», «Моление» и как «Боль». 
Кроме того, Федотов написал несколько научных статей по вопросу происхождения этнической группы бесермян, живущих на севере Удмуртии.

## Цитата
Владимир Высоцкий, Олег Даль, Николай Ерёменко… А когда пришло известие о внезапной смерти актёра Владислава Галкина, волей бульварных изданий ставшего «главным дебоширом» страны, ноги не удержали меня: я рухнул на стул, и откуда-то выдохнулось: «Ах! Миша…» Настолько схожими оказались судьбы московского артиста и моего бесермянского друга, поэта от Бога — Михаила Федотова…
За год до своей смерти Михаил Федотов пригласил меня в гости в свою родную деревню Ворца Ярского района. Там же, в нескольких километрах в сторону кировской границы, стоит и деревенька Бердыши, родина Флора Васильева, в своё время увидевшего в стихах ещё школьника Миши Федотова блестки настоящего поэтического таланта и благословившего его первые публикации. «Наши южные районы берут читателей количеством своих авторов, а мы — ярские северяне Флор и я, берём качеством — шутил потом Михаил Федотов, — да вот и Леша Ельцов спешит уж на подмогу. Так что нас мало — но мы есть!»
— «Известия Удмуртской Республики». №33(3573) — 2010. — Ближние родники Михаил Федотов (1958-1995).

…Миша обладал природным умом, тактом, он был воспитанным человеком. Это шло от семьи, от мамы, в нем заложены были высокие и благородные чувства и побуждения. Я это почувствовала в одной нашей длительной беседе. Как он тонко разбирался в поэзии, как зрело судил о ней, как знал цену творчества каждого из писателей! А теперь всех, стоящих у гроба, мучил вопрос: почему, неужели не могли спасти? Речь шла, к сожалению, не о врачах, которые сделали все, что могли, а о людях, его окружающих, его друзьях и коллегах. Не могу и с себя снять вины. И я ничего не сделала, чтобы протянуть руку помощи в его беде.
Попытка одного из его друзей на панихиде объяснить его гибель одиночеством поэта, тяжестью творческого труда, тем, что у нас не берегут поэтов, не любят их (не берегут — да, не любят — нет) не была всей правдой. Нужна борьба общества, коллектива, всей художественной интеллигенции за каждого и за себя. Согревая душевной заботой, нужно оберегать друг друга от пагубных пристрастий и привычек, чтобы они не уносили преждевременно из жизни людей талантливых, чистых душой. А Миша Федотов был именно таким человеком, но слабым, не нашедшим в других опоры, а в себе — силы бороться с ними… Он был поэтом милостью божьей…
— Удмуртия. Выпуск «Удмурт дунне». — 1995. — № 77. — 20 мая.

## Память
- 15 октября 2013 года в актовом зале администрации МО «Ярский район» в Удмуртской Республике прошла краеведческая конференция «Михаил Федотов и бесермяне», посвященная 55-летию со дня рождения бесермянского поэта Михаила Федотова[2][3].
- 1  октября 2018 года в  Центре национальной и  краеведческой литературы и библиографии НБ  Удмуртской Республики была открыта книжная выставка «Мон сюлэмме кельто на кузьмаса» («Оставлю свое сердце вам в  подарок»), посвященная 60-летию со  дня рождения бесермянского поэта М. И.  Федотова[4].
- 7 октября 2018 года в п. Яр в КДЦ «Юбилейный» состоялся II республиканский открытый фестиваль бесермянской культуры "Шундыен шунтэм сэрег" ("Согретый солнцем уголок"), посвященный 60-летию со дня рождения бесермянского поэта Михаила Федотова.
- 8 октября 2018 года в Удмуртской государственной филармонии состоялся Творческий вечер памяти, посвященный поэту Михаилу Ивановичу Федотову.

## Интересные факты
- Писал Михаил Федотов правой рукой, а рисовал и творил левой. Себя Михаил в шутку называл «бесермян-еврей»[5].